# Lophuromys zena
Lophuromys zena  (Dollman, 1909) è un roditore della famiglia dei Muridi endemico del Kenya.

## Descrizione
Roditore di piccole dimensioni, con la lunghezza della testa e del corpo tra 108 e 139 mm, la lunghezza della coda tra 42 e 88 mm, la lunghezza del piede tra 19 e 23.2 mm, la lunghezza delle orecchie tra 16.3 e 20.5 mm e un peso fino a 70 g.
La pelliccia è densa. Le parti superiori e i fianchi sono bruno-rossastri, cosparsi di peli giallo-arancioni, i quali producono un aspetto generale screziato. I lati del muso sono giallo-brunastri. Le parti ventrali sono giallo-brunastre. Il dorso delle zampe è brunastro. La coda è più corta della testa e del corpo, è finemente ricoperta di corti peli marroni scuri sopra e bianco-grigiastri sotto.

## Biologia

### Comportamento
È una specie terricola.

## Distribuzione e habitat
Questa specie è conosciuta soltanto sulla catena Aberdare e sul Monte Kenya, nel Kenya meridionale.
Vive nelle savane aride a circa 3.000 metri di altitudine.

## Conservazione
Questa specie è considerata dalla IUCN un sinonimo di Lophuromys flavopunctatus.